# Мера пресечения (фильм)
«Мера пресечения» — советский телевизионный художественный фильм, снятый в 1983 году режиссёром Львом Цуцульковским по мотивам одноимённой повести Владимира Добровольского.

## Сюжет
Психологическая драма. В ходе судебного процесса, рассматривающего хищения на комбинате, выясняется, что взявший всю вину на себя главный инженер Чистухин на самом деле невиновен. Преступление совершила нечистая на руку руководитель комбината Муравьёва. Это она подставила невиновного главного инженера с помощью тех, кто сидит на скамье подсудимых. Чистухин когда-то был влюблён в неё, этим и пытается сейчас воспользоваться Муравьёва.
Психологические портреты многих участников этого процесса раскрываются в ходе судебного разбирательства.

## В ролях
- Ирина Мирошниченко — Антонина Степановна Муравьёва, директор комбината[4]
- Андрей Толубеев — Ростислав Фёдорович Чистухин, главный инженер комбината
- Ирина Акулова — Татьяна Чистухина, жена главного инженера
- Геннадий Богачёв — Павел
- Роза Балашова — мать Муравьёвой
- Валерий Ивченко — Георгий Емельянович Рудич, директор фабрики в г. Реченске
- Всеволод Кузнецов — адвокат
- Сергей Лосев — судья
- Сергей Филиппов — продавец броши[5]
- Людмила Ксенофонтова — мать Павла
- Борис Соколов — Яков Антонович Хухрий, начальник цеха, подсудимый
- Марина Мальцева — свидетельница
- Виктор Сухоруков — подсудимый
- Юрий Орлов — адвокат